# チタニア (衛星)
チタニアまたはタイタニアまたはティタニア (Uranus III Titania)は、天王星の第3衛星で、天王星の5大衛星の1つである。天王星の衛星の中では最も大きく、太陽系の衛星の中でも8番目に大きい天体である。

## 発見と命名
チタニアは、1787年1月11日にウィリアム・ハーシェルによって発見された。同じ日にハーシェルは天王星の2番目に大きい衛星であるオベロンも発見している。なおハーシェルはこの後さらに4つの天王星の衛星を発見したと主張したが、これらに関してはその後存在が確認されず、発見は誤りであったと考えられている。チタニアとオベロンは発見後50年近くにわたってハーシェルが用いた観測装置以外では観測されていなかったが、現在では高性能のアマチュア望遠鏡を用いて観測することができる。
天王星の全ての衛星は、ウィリアム・シェイクスピアもしくはアレクサンダー・ポープの作品にちなんで名づけられている。チタニアは、シェイクスピアの戯曲『夏の夜の夢』に登場する、オーベロンの妃である妖精の女王タイターニアにちなんで付けられた。この名前は、1852年に発見者ウィリアム・ハーシェルの息子ジョン・ハーシェルが、同じく天王星の衛星アリエルとウンブリエルを発見したウィリアム・ラッセルの要請を受けて提案したことが知られている。
チタニアは初めのうちは「天王星の最初の衛星」として知られており、1848年にはウィリアム・ラッセルによって Uranus I という番号が与えられた。しかしラッセルは時折ウィリアム・ハーシェルによる番号を用いることもあり、こちらはチタニアが II、オベロンが IV であった。最終的に1851年にラッセルが当時発見されていた4つの衛星に対して、天王星から近い順番にローマ数字による番号を与え、それ以降は Uranus III が用いられることとなった。

## 軌道
天王星の5大衛星の中では、チタニアは天王星に2番目に遠い軌道を公転している。軌道離心率は小さく、また天王星の赤道面に対する軌道傾斜角も非常に小さい。軌道周期はおよそ8.7日で、自転周期と同期している。そのため、地球の月と同様に常に同じ面を天王星に向けながら公転している。これは潮汐固定と呼ばれる状態である。
チタニアの軌道は天王星の磁気圏の完全に内部にある。チタニアのように大気を持たずに磁気圏内を公転する衛星では、公転の進行方向と逆向きの後行半球の表面は、惑星の自転と共回転する磁気圏のプラズマ粒子の衝突にさらされることになる。これはオベロンを除く全ての天王星の衛星の後行半球で見られるような、暗い表面の原因になっていると考えられる。
天王星と同様に横倒しの軌道で公転しているため、夏至の際には北半球が直接太陽の方向を向くことになり、逆に南半球は太陽とは反対方向を向くことになる。そのためチタニアは極端な季節変化を経験する。地球の場合は、極域が夏至や冬至の前後に白夜か極夜を経験するが、その極端な状態と言える。このためチタニアの両極は、天王星における半年 (42年) の間ずっと昼か夜が続く。ボイジャー2号が1986年にフライバイした際は南半球が夏至を迎えている最中であり、北半球は全体が夜であった。42年ごとに天王星が分点にさしかかり、赤道面が地球と交差する時に、天王星の衛星同士の掩蔽が観測可能になる。このような現象は2007年から2008年にかけて発生し、2007年8月15日と12月8日にはウンブリエルによるチタニアの掩蔽が発生した。
現在のチタニアは他の天王星の衛星といかなる軌道共鳴も起こしていないが、過去にアリエルとは 1:4 の共鳴を起こしており、後に共鳴を脱出したと考えられる。天王星の扁平率が小さいため、木星や土星の衛星と比べると、天王星の衛星が平均運動共鳴から脱出するのは比較的容易である。38億年ほど前に起こったと思われるこの軌道共鳴は、アリエルの軌道離心率を上昇させ、天王星の潮汐力による衛星内部での潮汐摩擦を引き起こした。

## 組成と内部構造

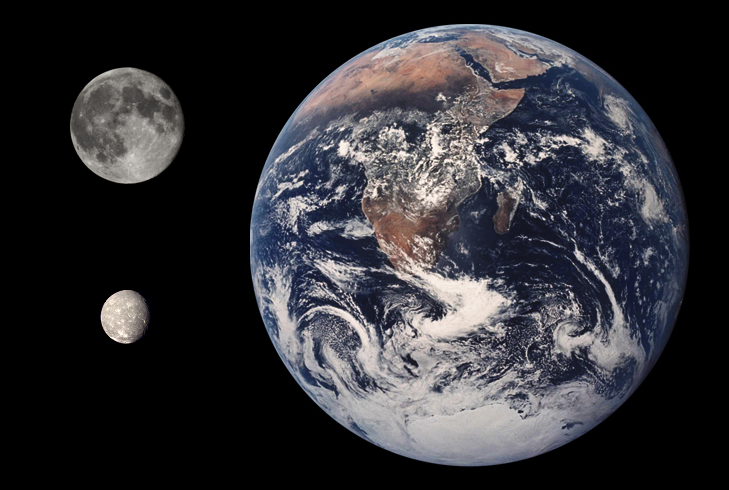
地球、月とチタニアのサイズの比較。

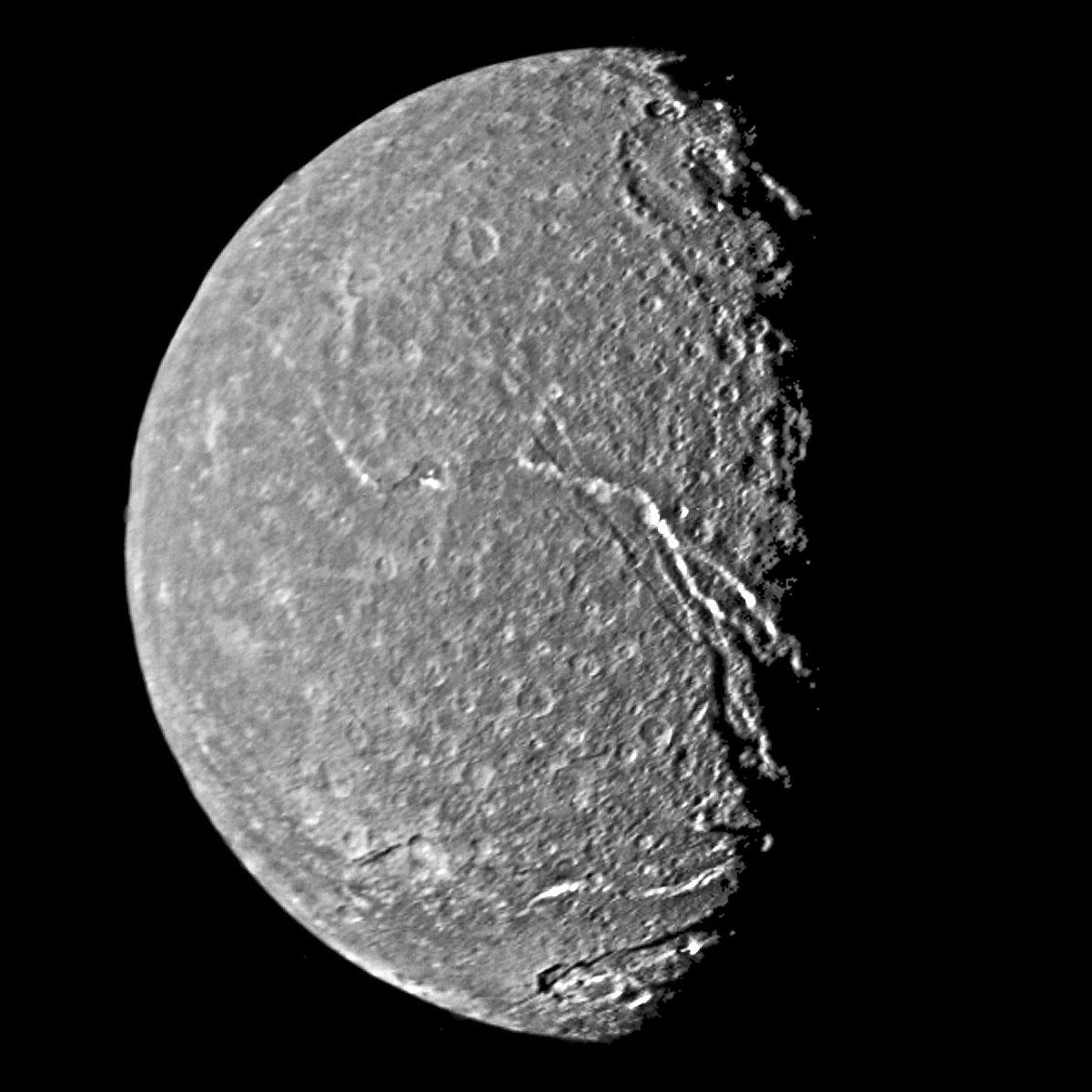
ボイジャー2号が撮影した最高解像度のチタニア。中央の巨大な筋がメッシーナ谷。

チタニアは天王星の衛星の中では最も大きく、また最も質量が大きい。太陽系の衛星の中でも8番目に重い。密度は 1.71 g/cm3 であり、土星の衛星の典型的な密度よりも大きい。そのため、氷とその他の高密度の成分がおおむね半々の組成であると考えられる。後者は、重い有機化合物を含む炭素質の物質や岩石であると考えられる。水の氷が存在することは2001年から2005年にかけて行われた赤外線の分光観測から明らかになっており、表面に結晶質の氷が存在することが判明している。氷による吸収の特徴は、後行半球よりも公転の先行半球で強い。この非対称性の原因は明らかになっていないが、天王星の磁気圏からの荷電粒子の衝突と関係していると考えられる。磁気圏内の荷電粒子は天王星の自転とほぼ同じ角速度で動いているためチタニアの軌道ではチタニアの公転速度よりも速く、そのため後行半球に後方から追突する形で衝突する。エネルギー粒子は水の氷のスパッタリングを起こす傾向があり、クラスレートハイドレートの形で氷の中にとらわれているメタンを分解して有機物を暗くし、炭素が豊富な暗い残余物が生成される。
水以外にチタニアの表面に赤外線分光観測で発見されている化合物は二酸化炭素のみであり、主に後行半球に濃集している。この二酸化炭素の起源は明らかになっていない。天王星の磁気圏からやってくる高エネルギーの荷電粒子や太陽からの紫外線の影響で、炭素化合物や有機物から局所的に生成されている可能性がある。この仮説は二酸化炭素の濃集の非対称性を説明することができる。これは、後行半球では先行半球よりも磁気圏からの粒子の影響が強いからである。その他の可能性としては、チタニア内部の氷に昔から捕獲されている二酸化炭素の脱ガスによるという仮説も存在する。この場合、内部からの二酸化炭素の流出は過去の地質学的な活動と関連している可能性がある。
チタニアの内部は、岩石質の核と、それを取り囲む氷のマントルに分化している可能性がある。分化した構造を持つ場合、核の半径は 520 km で衛星半径のおよそ 66% に相当し、質量は衛星全体のおよそ 58% になると推定される。チタニア中心部での圧力はおよそ 0.58 GPaである。氷マントルの現在の状態は分かっていない。もし氷が十分な量のアンモニアやその他の不凍液になる成分を含んでいた場合、核からコア・マントル境界に内部海を持つ可能性がある。もし内部海が存在した場合、その厚みは最大で 50 km、温度はおよそ 190 K と推定される。しかし現在のチタニアの内部構造はその熱史に大きく依存し、あまり分かっていない。

## 表面の特徴

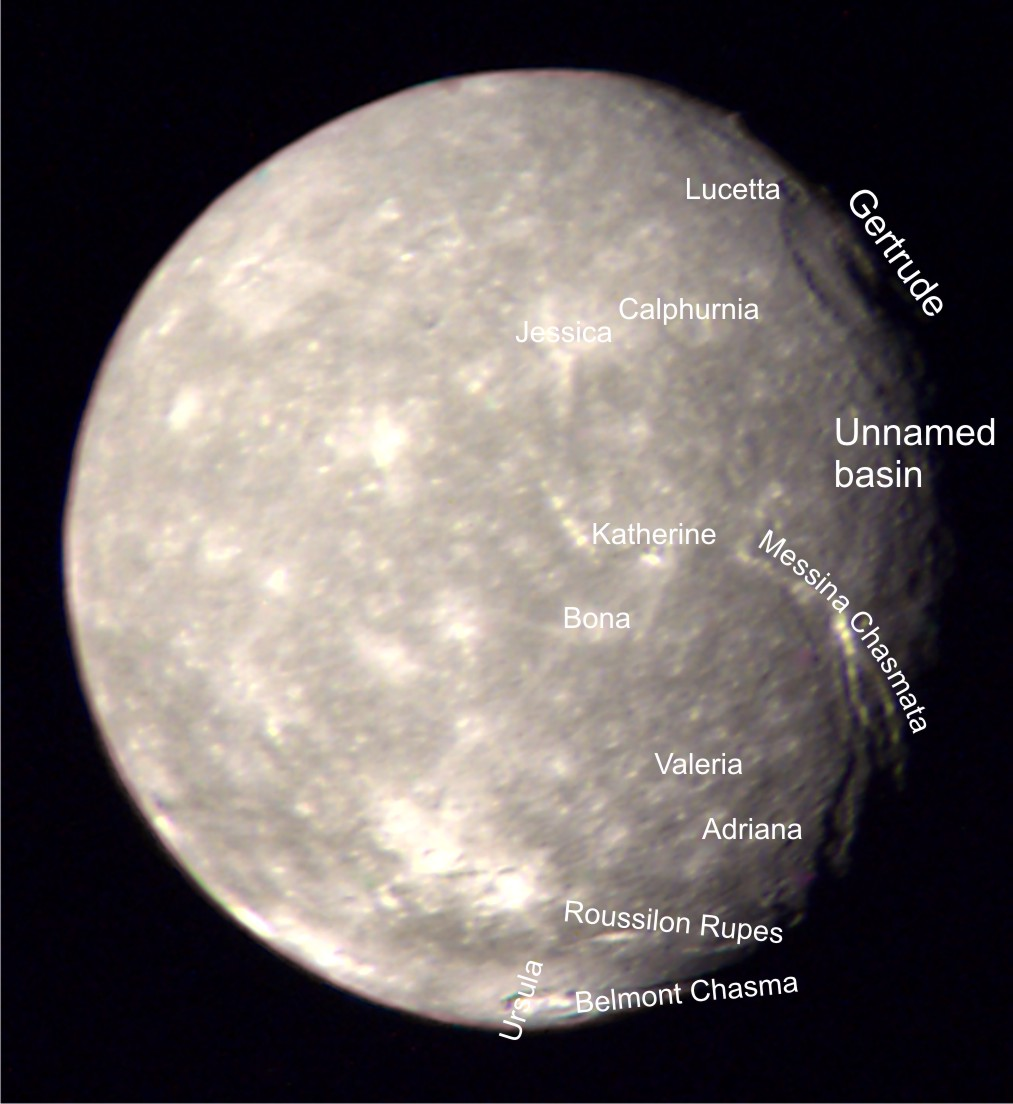
地形の名称が書かれたチタニアの図。南極は下部にある同定されていない明るいクレーターの近くにあり、ジェシカクレーターの左側にある。

天王星の衛星の中でチタニアの明るさは、暗いオベロン、ウンブリエルと明るいアリエルとミランダの中間に位置している。表面は強い衝効果を示し、位相角が 0° の際の反射率 (幾何アルベドに相当する) は 35% であるのに対し、位相角がおよそ 1° になると 25% にまで減少する。チタニアのボンドアルベドは 17% と比較的低い。表面はわずかに赤い色を示すが、オベロンよりは赤みが弱い。新鮮な衝突堆積物は青っぽい色を示すが、先行半球のウルスラクレーターに近い滑らかな平原といくつかの地溝は幾分か赤っぽい色を示す。
先行半球と後行半球では表面の非対称性があり、前者のほうが後者より 8% ほど赤い色を示す。ただしこの色の違いは滑らかな平原の分布と関連しており、偶然のものである可能性がある。天体表面が赤っぽい色を示すようになる原因としては、荷電粒子の衝突による宇宙風化作用や、太陽系の年齢にわたる微小隕石の衝突が挙げられる。しかしチタニアに見られる色の非対称性はおそらく、天王星の外側の不規則衛星に起源を持つと思われる赤っぽい物質の降着によるものであると考えられる。この物質が主に先行半球側に降り積もることによって色の非対称性が発生する。
これまでに科学者が認識しているチタニア上の地質学的な特徴は、クレーター、カズマ地形 (峡谷) と崖状の地形の3種類である。チタニアの表面はオベロンやウンブリエルと比較するとクレーターの数は少なく、表面が若いことを意味している。最も大きいクレーターであるガートルードは直径が 326 km ある。ウルスラやジェシカなどのいくつかのクレーターは明るい光条を持っており、これは比較的新しい氷で出来ていると考えられる。チタニアに見られる全てのクレーターは平らな底部を持ち、中心には中央丘がある。唯一の例外はウルスラであり、このクレーターは中央に窪地が形成されている。ガートルードクレーターから西側に向かって不規則な地形の領域が広がっており、"unnamed basin" (無名の盆地) と呼ばれている。この地形は、直径が 300 km ほどある大きく風化した衝突盆地である可能性がある。
チタニアの表面は無数の断層や崖によって分割されている。いくつかの場所では2つの平行した崖によって地殻に窪地が形成されて地溝を形成しており、これは峡谷と呼ばれることがある。これらの中で最も特徴的なのがメッシーナ谷 (Messina Chasma) であり、赤道から南極付近までのおよそ 1,500 km にわたって走っている。チタニアに見られる地溝は幅が 20-50 km、起伏はおよそ 2-5 km である。峡谷に伴っていない崖状の地形は "rupes" と呼ばれており、例えばウルスラクレーターの付近にはルシヨン断崖がある。いくつかの断崖に沿った領域とウルスラクレーターの付近はボイジャー2号の画像の解像度では滑らかに見える。これらの滑らかな平原は、おそらくはチタニアの地質学的な歴史の後期段階に、大部分のクレーターが出来た後に地表が更新されて形成されたと思われる。表面の更新は、内部からの流動物質の噴出 (氷火山) を伴う内因性の現象か、あるいは付近の大きなクレーターが形成された際の放出物によって地形が覆われるという外的要因によって起きたと考えられる。地溝はチタニア表面では最も若い地質学的特徴であるかもしれない。これは、地溝は全てのクレーターを横切っており、滑らかな平原をも横切って存在しているからである。
チタニアの地質はクレーター形成と内因性の表面の更新という2つの競合する効果に影響を受ける。前者は衛星の進化の歴史全体で発生し、全表面に影響を及ぼす。後者の過程も事実上は全球的なものであるが、活発なのは衛星形成後の一時期である。後者はかつて存在したクレーターの多い表面を消し去り、現在のチタニア表面にクレーターが比較的少ないという事実を説明することができる。その後のさらなる表面更新イベントによって、滑らかな平原が形成された可能性がある。別の説明としては、滑らかな平原は付近の衝突クレーターが形成された際に放出された物質が降り積もって形成されたというものがある。最も新しい内因性の活動は主に地殻変動的なものであり、これによって峡谷が形成されたと考えられる。実際に、これは氷地殻での巨大な割れ目として存在している。この地殻の割れ目は、チタニアが 0.7% 程度全球的に膨張することで形成される。

## 地形一覧

### 谷
チタニアの谷の名は、シェイクスピア作品に登場する地名に由来する。
| 地名                          | 由来                   |
| ----------------------------- | ---------------------- |
| ベルモンテ谷 (Belmont Chasma) | ベルモンテ・カーラブロ |
| メッシーナ谷 (Messina Chasma) | メッシーナ             |

### 断崖
チタニアの断崖の名は、シェイクスピア作品に登場する地名に由来する。
| 地名                           | 由来     |
| ------------------------------ | -------- |
| ルシヨン断崖 (Rousillon Rupes) | ルシヨン |

### クレーター
チタニアのクレーターの名は、シェイクスピア作品の登場人物に由来する。
| 地名                      | 由来                       |
| ------------------------- | -------------------------- |
| アドリアナ (Adriana)      | アドリアナ                 |
| ボーナ (Bona)             | ボーナ                     |
| カルプルニア (Calphurnia) | カルプルニア・ビソニス     |
| アリエノール (Elinor)     | アリエノール・ダキテーヌ   |
| ガートルード (Gertrude)   | ガートルード               |
| イモージェン (Imogen)     | イモージェン               |
| イラス (Iras)             | イラス                     |
| ジェシカ (Jessica)        | ジェシカ                   |
| キャサリン (Katherine)    | キャサリン・オブ・アラゴン |
| ルーセッタ (Lucetta)      | ルーセッタ                 |
| マリーナ (Marina)         | マリーナ                   |
| モプサ (Mopsa)            | モプサ                     |
| フライニア (Phrynia)      | フライニア                 |
| ウルスラ (Ursula)         | ウルスラ                   |
| ヴァレリア (Valeria)      | ヴァレリア                 |

## 大気
チタニアの表面に二酸化炭素が存在することから、二酸化炭素の薄く季節性の大気を持っていると考えられる。これは木星の衛星カリストのものと類似している。チタニアの重力が弱く宇宙空間に散逸していくのを留めることが出来ないため、窒素やメタンなどのその他の気体は存在しないだろうと考えられる。チタニアが夏至を迎えている際に到達する最高温度は 89 K であり、この時の二酸化炭素の蒸気圧は 300 µPa である。
2001年9月8日に、チタニアは明るい恒星HIP 106829 (7.2等級) を掩蔽した。この現象はチタニアの直径と天体暦を測定し、さらに大気を検出する良い機会であった。観測データからは、表面気圧が 1-2 mPa より大きい大気は存在しないことが判明し、大気が存在したとしてもトリトンや冥王星が持つ大気よりも遥かに薄いということが示された。この大気圧の上限値はチタニアにおいて二酸化炭素が持てる最大の表面気圧よりも数倍大きいため、この測定ではチタニアの大気のパラメータには本質的な制約を与えることが出来なかった。
横倒しになって公転しているという天王星系の特徴的な配置の影響で、衛星の極域は赤道域よりも多くの太陽エネルギーを受けることになる。二酸化炭素の蒸気圧は温度が違うと大きく変化するため、チタニアの低緯度領域に二酸化炭素が濃集する可能性がある。低緯度領域では、部分的に存在するアルベドが高い領域や、地形の影になる領域では二酸化炭素は安定して氷の形で存在することができる。夏の期間は極域の温度は最大で 85-90 K に達し、二酸化炭素は昇華して反対側の極や赤道域に移動し、一種の炭素循環を発生させる。安定な領域に蓄積した二酸化炭素の氷は、磁気圏由来の粒子によってスパッタリングを受けて取り除かれる。この過程で、46億年前の形成以降大量の二酸化炭素を失ったと考えられる。

## 起源と進化

### 形成過程
チタニアは天王星周りの降着円盤 (周惑星円盤) の中で形成されたと考えられている。これはガスとダストからなる円盤であり、天王星形成後の一定期間の間存在したものか、あるいは天王星の赤道傾斜角を大きく傾ける原因となった巨大衝突によって形成されたものである。この円盤の詳しい組成は不明だが、天王星の衛星が土星の衛星と比べて高密度であることから、比較的水が少ない組成であった可能性がある。炭素と窒素の大部分は、メタンやアンモニアではなく一酸化炭素と窒素分子の形で存在したと考えられる。このような円盤の中で衛星が形成されると、氷は比較的少なく、また氷の中にはクラスレートの形で一酸化炭素と窒素が取り込まれ、また比較的多くの岩石が材料となるため、高い密度を説明することができる。

### 進化
降着過程は衛星が完全に形成されるまで数千年の間継続したと考えられる。物質の降着に伴う衝突は衛星のの外層を加熱し、深さ 60 km にわたって最大で 250 K にまで温度が上昇したことが示唆されている。形成が終了した後、表面付近の層は冷却するが、チタニアの内部は岩石に含まれる放射性元素の崩壊によって加熱される。冷えていく表面近くの層は収縮し、暖められている内部は拡大する。これにより強い引張応力が衛星の地殻にかかり、地殻が破壊されたと考えられる。現在見られる崖や峡谷はこの過程で形成されたと考えられ、この過程はおよそ 2 億年にわたって継続したと考えられ、衛星内部の活動は数十億年前に終わったことを示唆している。
もし不凍液の役割を果たすアンモニア水和物や塩化物が存在した場合、初期の降着加熱と放射性元素の崩壊による加熱によって、チタニア内部の氷は溶融していた可能性がある。内部が溶融した場合は氷と岩石が分離し、氷マントルに覆われた岩石の核という分化した構造に進化する。アンモニアを大量に溶かした液体の水の層 (内部海) は、コアマントル境界を形成したかもしれない。この混合物の共晶温度は 176 K である。内部の温度がこの値を下回ると、内部海は凍結する。内部海が凍結することで膨張が発生し、これによって表面に見られる峡谷の大部分が形成されたと考えられる。ただし、現時点でのチタニアの地質学的進化に関する知見は極めて限られている。

## 観測と探査
これまでにチタニアに接近して観測を行ったのはボイジャー2号のみであり、1986年1月に天王星をフライバイした際にチタニアの撮影も行った。ボイジャー2号のチタニアへの最接近距離は 365,200 km であり、最も解像度の良い画像での空間分解能はおよそ 3.4 km であった。この時の観測では表面のおよそ 40% が撮影されたが、地形図を作成するのに十分な品質の画像が得られたのは全体の 24% のみであった。他の天王星の衛星と同様にフライバイ時は南極を太陽の方向に向けており、太陽光が当たらない北半球は探査することが出来なかった。
その他の探査機で天王星やチタニアに接近したものはなく、また現在計画されている探査機も無い。土星探査機カッシーニの延長ミッションとして天王星に向かわせるプランも立案されていたが、これはその後廃案になっている。その他のミッション構想としては、2010年に構想された NASA Uranus orbiter and probeがある。